# Merouane Zerrouki
Merouane Zerrouki (en arabe : مروان زروقي), né le 25 janvier 2001 à Kouba, est un footballeur international algérien. Il joue au poste d'attaquant à l'Entente sportive Sétifienne

## Biographie

### En club
Il fait ses débuts avec Paradou AC le 24 septembre 2019, en entrant en jeu lors d'une victoire 1-0 contre l'ASO Chlef.
Le 27 juillet 2021, il se met en évidence en étant l'auteur d'un triplé en championnat, lors de la réception du MC Oran, permettant à son équipe de l'emporter de justesse (5-4).

### En sélection
Il reçoit sa première sélection en équipe d'Algérie le 1er décembre 2021, contre le Soudan. Ce match gagné sur le large score de 4-0 rentre dans le cadre de la Coupe arabe des nations. Zerrouki joue deux matchs lors de ce tournoi, qui voit l'Algérie l'emporter sur la Tunisie en finale.

## Statistiques

### En club
| Saison                | Club                  | Championnat           | Championnat | Championnat | Championnat | Coupe(s) nationale(s) | Coupe(s) nationale(s) | Coupe(s) nationale(s) | Compétition(s) continentale(s) | Compétition(s) continentale(s) | Compétition(s) continentale(s) | Compétition(s) continentale(s) | Algérie | Algérie | Algérie | Total | Total | Total |
| Saison                | Club                  | Division              | M.          | B.          | P.d.        | M.                    | B.                    | P.d.                  | Comp.                          | M.                             | B.                             | P.d.                           | M.      | B.      | P.d.    | M.    | B.    | P.d.  |
| 2019-2020             | Paradou AC            | Ligue 1               | 4           | 0           | 0           | 2                     | 1                     | 0                     | C2                             | 4                              | 0                              | 0                              | -       | -       | -       | 10    | 1     | 0     |
| 2020-2021             | Paradou AC            | Ligue 1               | 17          | 4           | 2           | 0                     | 0                     | 0                     | -                              | -                              | -                              | -                              | -       | -       | -       | 17    | 4     | 2     |
| 2021-2022             | Paradou AC            | Ligue 1               | 20          | 3           | 0           | -                     | -                     | -                     | -                              | -                              | -                              | -                              | 2       | 0       | 0       | 22    | 3     | 0     |
| 2022-2023             | Paradou AC            | Ligue 1               | 26          | 7           | 1           | -                     | -                     | -                     | -                              | -                              | -                              | -                              | -       | -       | -       | 26    | 7     | 1     |
| Sous-total            | Sous-total            | Sous-total            | 67          | 14          | 3           | 2                     | 1                     | 0                     | -                              | 4                              | 0                              | 0                              | 2       | 0       | 0       | 75    | 15    | 3     |
| 2023-2024             | CR Belouizdad         | Ligue 1               | 12          | 1           | 0           | 1                     | 0                     | 0                     | C1                             | 1                              | 0                              | 0                              | -       | -       | -       | 14    | 1     | 0     |
| 2024-2025             | CR Belouizdad         | Ligue 1               | 1           | 0           | 0           | -                     | -                     | -                     | C1                             | 3                              | 0                              | 1                              | -       | -       | -       | 4     | 0     | 1     |
| Sous-total            | Sous-total            | Sous-total            | 13          | 1           | 0           | 1                     | 0                     | 0                     | -                              | 4                              | 0                              | 1                              | -       | -       | -       | 18    | 1     | 1     |
| Total sur la carrière | Total sur la carrière | Total sur la carrière | 80          | 15          | 3           | 3                     | 1                     | 0                     | -                              | 8                              | 0                              | 1                              | 2       | 0       | 0       | 93    | 16    | 4     |

### En sélection nationale
| Saison                | Sélection             | Phases finales        | Phases finales | Phases finales | Phases finales | Éliminatoires CDM | Éliminatoires CDM | Éliminatoires CDM | Éliminatoires CAN | Éliminatoires CAN | Éliminatoires CAN | Matchs amicaux | Matchs amicaux | Matchs amicaux | Total | Total | Total |
| Saison                | Sélection             | Compétition           | M              | B              | Pd             | M                 | B                 | Pd                | M                 | B                 | Pd                | M              | B              | Pd             | M     | B     | Pd    |
| --------------------- | --------------------- | --------------------- | -------------- | -------------- | -------------- | ----------------- | ----------------- | ----------------- | ----------------- | ----------------- | ----------------- | -------------- | -------------- | -------------- | ----- | ----- | ----- |
| 2021-2022             | Algérie               | Coupe arabe 2021      | 2              | 0              | 0              | -                 | -                 | -                 | -                 | -                 | -                 | -              | -              | -              | 2     | 0     | 0     |
| Total sur la carrière | Total sur la carrière | Total sur la carrière | 2              | 0              | 0              | -                 | -                 | -                 | -                 | -                 | -                 | -              | -              | -              | 2     | 0     | 0     |

### Matchs internationaux
La liste ci-dessous dénombre toutes les rencontres de l'Équipe d'Algérie de football auxquelles Merouane Zerrouki prend part, du 1er décembre 2021 jusqu'à présent.

## Palmarès
Algérie
- Coupe arabe des nations (1) :
  - Vainqueur : 2021.